# Chapelle Saint-Michel de Crillon-le-Brave
La Chapelle Saint-Michel de Crillon-le-Brave est un édifice religieux, situé à Crillon-le-Brave, dans le Vaucluse.

## Histoire
La chapelle date du XIe siècle, mais la toiture a été remaniée au XIIe siècle, supportée par une voûte en berceau. Elle a été vandalisée, à la suite de son abandon au XIXe siècle. Les peintures murales qui ornaient l'édifice, jusque dans les années 1970, se sont effacées, par l'action des intempéries.
La chapelle est inscrite au titre des monuments historiques depuis le 23 février 2011.
Une tranche de travaux de réhabilitation a été effectuée à l'été 2012.

## Description
La chapelle est un édifice d'architecture romane, avec une abside polygonale, des murs pourvus d'arcades aveugles, des travées ponctuées de pilastres, au nombre de deux, et des voûtes en berceau. Elle comporte également une étroite travée droite de chœur.

## En savoir plus